# Roberto Batalin
Roberto Batalin, nome artístico de Hermes Battaglin (Getúlio Vargas, 4 de setembro de 1927 - Rio de Janeiro, 31 de dezembro de 1993) foi um ator, produtor e sonista brasileiro. Era pai do também ator Roberto Bataglin. Também atuou como empresário no ramo de finalização de som para o cinema.

## Filmografia
| Ano  | Título                               | Personagem    |
| ---- | ------------------------------------ | ------------- |
| 1951 | Vento Norte                          | João          |
| 1953 | Agulha no Palheiro                   | Eduardo       |
| 1953 | Santa de um Louco                    | —             |
| 1955 | Rio 40 Graus                         | Pedro         |
| 1956 | O Contrabando                        | —             |
| 1958 | Nobreza Gaúcha                       | —             |
| 1963 | Bonitinha, mas Ordinária             | —             |
| 1967 | Mar Corrente                         | Otávio        |
| 1967 | Perpétuo Contra o Esquadrão da Morte | Almeida       |
| 1968 | Maria Bonita, Rainha do Cangaço      | Bento         |
| 1968 | O Rei da Pilantragem                 | Delegado      |
| 1969 | Pedro Diabo Ama Rosa Meia-Noite      | —             |
| 1970 | A Ilha dos Paqueras                  | —             |
| 1970 | Uma Garota em Maus Lençóis           | —             |
| 1970 | As Escandalosas                      | Mário         |
| 1971 | Idílio Proibido                      | Ricardo       |
| 1972 | Os Desclassificados                  | Oscar         |
| 1972 | Maridos em Férias                    | —             |
| 1973 | Como Evitar o Desquite               | —             |
| 1975 | Os Condenados                        | Mauro Glade   |
| 1976 | Costinha, o Rei da Selva             | —             |
| 1977 | Revólver de Brinquedo                | —             |
| 1978 | A Noiva da Cidade                    | Galã do filme |
| 1982 | Perdima em Sodoma                    | Nenê          |
| 1984 | Aguenta Coração                      | —             |